# 犹太人苏斯 (威廉·豪夫小说)
犹太人苏斯（Jud Süß）是威廉·豪夫于19世纪早期创作的一篇中篇小說，主角的原型人物是18世纪早期的德意志犹太人银行家、理财顾问约瑟夫·苏斯·奥本海默。豪夫笔下的约瑟夫·苏斯·奥本海默由犹太人抚养成人。他在與他人進行商業往來時顯露出自己狡诈的一面，這导致一少女向當局舉報约瑟夫·苏斯·奥本海默。于是奥本海默被捕，之后被定罪并被判处绞刑。在等候行刑期间，他发现自己其实不是犹太人，但还是选择了直面判决，而非背叛犹太人。德国犹太裔小说家利翁·福伊希特万格認為該小说是“天真幼稚的反犹主义作品”（naïvely anti-Semitic）。